# یواس‌اس واکیشا (ای‌کی ای-۸۴)
یواس‌اس واکیشا (ای‌کی ای-۸۴) (به انگلیسی: USS Waukesha (AKA-84)) یک کشتی بود که طول آن ۴۵۹ فوت ۲ اینچ (۱۳۹٫۹۵ متر) بود. این کشتی در سال ۱۹۴۴ ساخته شد.